# ویلیام کنیون-اسلینی
ویلیام کنیون-اسلِینی (به انگلیسی: William Kenyon-Slaney) بازیکن فوتبال زادهٔ ۲۴ اوت ۱۸۴۷ اهل کشور انگلستان بود که سابقهٔ بازی در تیم ملی فوتبال انگلستان را در کارنامهٔ خود دارد. وی در تاریخ ۸ مارس ۱۸۷۳ تنها بازی ملی خود را در مقابل تیم ملی فوتبال اسکاتلند انجام داد.
این بازیکن توانسته در این بازی ملی، ۲ گل به ثمر برساند.